# Нето
Норберто Мурара Нето (на португалски: Norberto Murara Neto, по-известен като Нето) е бразилски футболист, който играе като вратар за бразилския Ботафого.
Нето започва кариерата си в бразилския Атлетико Паранаенсе, а по-късно преминава в италианския Фиорентина. През 2015 г. се присъединява към Ювентус, където играе като резервен вратар и печели два поредни дубъла. През 2017 г. преминава в испанския Валенсия, а през 2019 г. - във Барселона.
За първи път е повикан за националния отбор на Бразилия през 2010 г., но дебютира едва през 2018 г. Печели сребърен медал на Олимпийските игри през 2012 г. и е част от състава на Бразилския национален отбор на Копа Америка 2015.
|  | Тази страница частично или изцяло представлява превод на страницата Neto (footballer, born 1989) в Уикипедия на английски. Оригиналният текст, както и този превод, са защитени от Лиценза „Криейтив Комънс – Признание – Споделяне на споделеното“, а за съдържание, създадено преди юни 2009 година – от Лиценза за свободна документация на ГНУ. Прегледайте историята на редакциите на оригиналната страница, както и на преводната страница, за да видите списъка на съавторите. ВАЖНО: Този шаблон се отнася единствено до авторските права върху съдържанието на статията. Добавянето му не отменя изискването да се посочват конкретни източници на твърденията, които да бъдат благонадеждни. |